# Kvalifikace na Mistrovství Evropy ve fotbale 2004 – skupina 3
Zápasy této kvalifikační skupiny na Mistrovství Evropy ve fotbale 2004 se konaly v letech 2002 a 2003. Z pěti účastníků si postup na závěrečný turnaj zajistil vítěz skupiny. Druhý tým skupiny hrál baráž.

## Tabulka
| Poř. | Tým        | Z | V | R | P | VG | OG | B  |
| ---- | ---------- | - | - | - | - | -- | -- | -- |
| 1.   | Česko      | 8 | 7 | 1 | 0 | 23 | 5  | 22 |
| 2.   | Nizozemsko | 8 | 6 | 1 | 1 | 20 | 6  | 19 |
| 3.   | Rakousko   | 8 | 3 | 0 | 5 | 12 | 14 | 9  |
| 4.   | Moldavsko  | 8 | 2 | 0 | 6 | 5  | 19 | 6  |
| 5.   | Bělorusko  | 8 | 1 | 0 | 7 | 4  | 20 | 3  |

## Zápasy
| 7. září 2002                            |                          |           |                                                                         |
| Nizozemsko                              | 3 – 0                    | Bělorusko | Philips Stadion, Eindhoven diváci: 34,000 rozhodčí: Graham Barber (ENG) |
| Davids 35' Kluivert 37' Hasselbaink 73' | Report[nedostupný zdroj] |           | Philips Stadion, Eindhoven diváci: 34,000 rozhodčí: Graham Barber (ENG) |

| 7. září 2002                 |                          |           |                                                                          |
| Rakousko                     | 2 – 0                    | Moldavsko | Ernst-Happel-Stadion, Vídeň diváci: 18,300 rozhodčí: Stuart Dougal (SCO) |
| Herzog 4' (pen.), 29' (pen.) | Report[nedostupný zdroj] |           | Ernst-Happel-Stadion, Vídeň diváci: 18,300 rozhodčí: Stuart Dougal (SCO) |

| 12. října 2002 |        |                                    |                                                                           |
| Moldavsko      | 0 – 2  | Česko                              | Stadionul Republican, Kišiněv diváci: 3,500 rozhodčí: Leslie Irvine (NIR) |
|                | Report | Jankulovski 69' (pen.) Rosický 79' | Stadionul Republican, Kišiněv diváci: 3,500 rozhodčí: Leslie Irvine (NIR) |

| 12. října 2002 |                          |                          |                                                                  |
| Bělorusko      | 0 – 2                    | Rakousko                 | Dinamo Stadium, Minsk diváci: 20,000 rozhodčí: Eric Poulat (FRA) |
|                | Report[nedostupný zdroj] | Schopp 58' Akagündüz 88' | Dinamo Stadium, Minsk diváci: 20,000 rozhodčí: Eric Poulat (FRA) |

| 16. října 2002        |                          |           |                                                                        |
| Česko                 | 2 – 0                    | Bělorusko | Na Stínadlech, Teplice diváci: 12,850 rozhodčí: Helmut Fleischer (GER) |
| Poborský 6' Baroš 23' | Report[nedostupný zdroj] |           | Na Stínadlech, Teplice diváci: 12,850 rozhodčí: Helmut Fleischer (GER) |

| 16. října 2002 |                          |                                 |                                                                              |
| Rakousko       | 0 – 3                    | Nizozemsko                      | Ernst-Happel-Stadion, Vídeň diváci: 46,300 rozhodčí: Pierluigi Collina (ITA) |
|                | Report[nedostupný zdroj] | Seedorf 15' Cocu 20' Makaay 30' | Ernst-Happel-Stadion, Vídeň diváci: 46,300 rozhodčí: Pierluigi Collina (ITA) |

| 29. března 2003    |                          |            |                                                                      |
| Nizozemsko         | 1 – 1                    | Česko      | De Kuip, Rotterdam diváci: 44,000 rozhodčí: Kim Milton Nielsen (DEN) |
| van Nistelrooy 45' | Report[nedostupný zdroj] | Koller 68' | De Kuip, Rotterdam diváci: 44,000 rozhodčí: Kim Milton Nielsen (DEN) |

| 29. března 2003         |                          |              |                                                                   |
| Bělorusko               | 2 – 1                    | Moldavsko    | Dinamo Stadium, Minsk diváci: 8,000 rozhodčí: Johan Verbist (BEL) |
| Kutuzov 43' Gurenko 58' | Report[nedostupný zdroj] | Cebotari 14' | Dinamo Stadium, Minsk diváci: 8,000 rozhodčí: Johan Verbist (BEL) |

| 2. dubna 2003 |        |                                   |                                                                     |
| Moldavsko     | 1 – 2  | Nizozemsko                        | Sheriff Stadium, Tiraspol diváci: 12,500 rozhodčí: Alain Sars (FRA) |
| Boret 16'     | Report | van Nistelrooy 37' van Bommel 85' | Sheriff Stadium, Tiraspol diváci: 12,500 rozhodčí: Alain Sars (FRA) |

| 2. dubna 2003                                     |                          |          |                                                                              |
| Česko                                             | 4 – 0                    | Rakousko | Toyota Arena, Praha diváci: 17,150 rozhodčí: Antonio Jesús López Nieto (ESP) |
| Nedvěd 18' Koller 32', 62' Jankulovski 56' (pen.) | Report[nedostupný zdroj] |          | Toyota Arena, Praha diváci: 17,150 rozhodčí: Antonio Jesús López Nieto (ESP) |

| 7. června 2003 |                          |          |                                                                                       |
| Moldavsko      | 1 – 0                    | Rakousko | Sheriff Stadium, Tiraspol diváci: 7,500 rozhodčí: Joaquim Paulo Paraty da Silva (POR) |
| Frunză 60'     | Report[nedostupný zdroj] |          | Sheriff Stadium, Tiraspol diváci: 7,500 rozhodčí: Joaquim Paulo Paraty da Silva (POR) |

| 7. června 2003 |                          |                           |                                                                         |
| Bělorusko      | 0 – 2                    | Nizozemsko                | Dinamo Stadium, Minsk diváci: 25,000 rozhodčí: Tom Henning Øvrebø (NOR) |
|                | Report[nedostupný zdroj] | Overmars 61' Kluivert 68' | Dinamo Stadium, Minsk diváci: 25,000 rozhodčí: Tom Henning Øvrebø (NOR) |

| 11. června 2003                                           |                          |           |                                                                           |
| Česko                                                     | 5 – 0                    | Moldavsko | Andrův Stadion, Olomouc diváci: 12,097 rozhodčí: Kristinn Jakobsson (ISL) |
| Šmicer 41' Koller 73' (pen.) Štajner 82' Lokvenc 88', 90' | Report[nedostupný zdroj] |           | Andrův Stadion, Olomouc diváci: 12,097 rozhodčí: Kristinn Jakobsson (ISL) |

| 11. června 2003                                           |                          |           |                                                                      |
| Rakousko                                                  | 5 – 0                    | Bělorusko | Tivoli Neu, Innsbruck diváci: 8,100 rozhodčí: Peter Fröjdfeldt (SWE) |
| Aufhauser 33' Haas 47' Kirchler 53' Wallner 62' Cerny 70' | Report[nedostupný zdroj] |           | Tivoli Neu, Innsbruck diváci: 8,100 rozhodčí: Peter Fröjdfeldt (SWE) |

| 6. září 2003                            |                          |              |                                                               |
| Nizozemsko                              | 3 – 1                    | Rakousko     | De Kuip, Rotterdam diváci: 48,000 rozhodčí: Eric Poulat (FRA) |
| van der Vaart 29' Kluivert 60' Cocu 62' | Report[nedostupný zdroj] | Pogatetz 32' | De Kuip, Rotterdam diváci: 48,000 rozhodčí: Eric Poulat (FRA) |

| 6. září 2003 |                          |                                 |                                                                    |
| Bělorusko    | 1 – 3                    | Česko                           | Dinamo Stadium, Minsk diváci: 8,000 rozhodčí: Thomas McCurry (SCO) |
| Bulyha 14'   | Report[nedostupný zdroj] | Nedvěd 37' Baroš 54' Šmicer 85' | Dinamo Stadium, Minsk diváci: 8,000 rozhodčí: Thomas McCurry (SCO) |

| 10. září 2003          |                          |                     |                                                                       |
| Moldavsko              | 2 – 1                    | Bělorusko           | Sheriff Stadium, Tiraspol diváci: 7,000 rozhodčí: Dejan Delević (SCG) |
| Dadu 26' Covalciuc 87' | Report[nedostupný zdroj] | Vasilyuk 90' (pen.) | Sheriff Stadium, Tiraspol diváci: 7,000 rozhodčí: Dejan Delević (SCG) |

| 10. září 2003                            |                          |                   |                                                                    |
| Česko                                    | 3 – 1                    | Nizozemsko        | Toyota Arena, Praha diváci: 18,356 rozhodčí: Lucílio Batista (POR) |
| Koller 14' (pen.) Poborský 37' Baroš 90' | Report[nedostupný zdroj] | van der Vaart 60' | Toyota Arena, Praha diváci: 18,356 rozhodčí: Lucílio Batista (POR) |

| 11. října 2003                                                                  |                          |           |                                                                        |
| Nizozemsko                                                                      | 5 – 0                    | Moldavsko | Philips Stadion, Eindhoven diváci: 30,995 rozhodčí: Zeljko Siric (CRO) |
| Kluivert 43' Sneijder 50' van Hooijdonk 73' (pen.) van der Vaart 79' Robben 88' | Report[nedostupný zdroj] |           | Philips Stadion, Eindhoven diváci: 30,995 rozhodčí: Zeljko Siric (CRO) |

| 11. října 2003          |                          |                                          |                                                                                |
| Rakousko                | 2 – 3                    | Česko                                    | Ernst-Happel-Stadion, Vídeň diváci: 32,350 rozhodčí: Georgios Kasnaferis (GRE) |
| Haas 49' Ivanschitz 77' | Report[nedostupný zdroj] | Jankulovski 26' Vachoušek 78' Koller 90' | Ernst-Happel-Stadion, Vídeň diváci: 32,350 rozhodčí: Georgios Kasnaferis (GRE) |